# Cherie Currie
Cherie Ann Currie (ur. 30 listopada 1959 w Encino, Los Angeles w stanie Kalifornia) – amerykańska piosenkarka, instrumentalistka i aktorka, znana głównie z działalności w żeńskim zespole rockowym The Runaways (1975-1977). Po odejściu z grupy rozpoczęła karierę solową, którą z przerwami kontynuuje do dziś, oraz zagrała w takich filmach jak Lisice (Foxes, 1980) i Strefie mroku (The Twilight Zone, 1983). Obecnie jest także rzeźbiarką posługującą się piłą łańcuchową.

## Wczesne lata
Currie urodziła się w Encino w dolinie San Fernando (dzielnica Los Angeles), razem ze swoją siostrą bliźniaczką Marie. Cherie jest młodsza od Marie o dwie minuty. Ich rodzicami byli Don Currie i aktorka Marie Harmon. Oprócz siostry bliźniaczki, Cherie miała dwójkę starszego rodzeństwa: Dona Currie Jr. i Sondrę Currie.
Cherie na początku swojej edukacji uczęszczała do prywatnej szkoły katolickiej, ale została z niej wyrzucona, gdy zbuntowała się nauczycielce, która zakazywała jej pisać lewą ręką. Przeniesiono ją razem z bliźniaczką do szkoły publicznej, gdzie Marie stała się bardziej popularna niż siostra, co doprowadziło Cherie do myślenia, że jest gorsza. Currie interesowała się muzyką już w tamtym czasie, uczęszczając na lekcje pianina i śpiewając w chórze. Uprawiała także takie sporty jak surfing i skateboarding. W wieku 14 lat została zgwałcona przez pełnoletniego chłopaka swojej siostry. To sprawiło, że Cherie przeszła metamorfozę – ścięła włosy, zainteresowała się muzyką Davida Bowie i zaczęła chodzić do różnych klubów młodzieżowych w obrębie Los Angeles.

## Kariera
Currie została odkryta przez impresario Kima Fowleya i nastoletnią gitarzystkę Joan Jett w grudniu 1975 roku w klubie Rodney Bingenheimer's English Disco, gdy poszukiwano wokalistki do nowego, żeńskiego zespołu rockowego – The Runaways. Pierwotnie Fowley chciał rekrutować Marie, ale gdy ta odmówiła, do dołączenia zaproszono Cherie. Na przesłuchaniu do grupy, podczas którego zatwierdzono obecność Currie w zespole, napisano utwór "Cherry Bomb", którego tekst był inspirowany postacią Cherie. Później stał on się kontrowersyjnym hitem zespołu – niektóre amerykańskie stacje radiowe nawet odmówiły nadawania singla na antenie. Piosenka była jednak numerem jeden na japońskiej liście przebojów i zapewniła zespołowi status legendy w Japonii.
Magazyn Bomp! opisał młodą wokalistkę jako "zaginioną córkę Iggy'ego Popa i Brigitte Bardot". Nastawienie na temat wpływu Cherie oraz całego zespołu na amerykańską młodzież lat siedemdziesiątych XX wieku było raczej negatywne. Pewien recenzent napisał: "wiedza przyjmowana przez The Runaways, która wykreowała nowe terytorium muzykom płci żeńskiej jest trudna do wytłumaczenia – to wątpliwe, by w przeważającej mierze męska publiczność tłocząca się, żeby zobaczyć szesnastolatkę (Cherie Currie) przebraną w bieliznę, miała jakikolwiek feministyczny podtekst."
Po trzech wspólnych albumach (The Runaways, Queens of Noise i Live in Japan) Currie odeszła z zespołu z powodu spięć pomiędzy nią a menedżerem, a także gitarzystką Litą Ford, która nie mogła pogodzić się z myślą, że to Cherie jest najsłynniejszą i najpopularniejszą członkinią zespołu.
Tuż po odejściu z grupy Currie wydała solowy debiut Beauty's Only Skin Deep (1978). Popularność wokalistki w Japonii nadal była znacząca. Trasy koncertowe z gościnnym udziałem siostry bliźniaczki Marie doprowadziły Japończyków do masowej histerii, więc Cherie stwierdziła, że "dwie blondynki są lepsze niż jedna", i rozpoczęła współpracę muzyczną z siostrą. Duet wydał w 1980 album Messin' With The Boys, który okazał się komercyjną porażką – jedynie główny singel z płyty, "Since You've Been Gone", osiągnął zaledwie 95. miejsce amerykańskiej listy przebojów.
Cherie podjęła pracę aktorki, debiutując w filmie Lisice w 1980. Zagrała również w takich filmach jak Strefa mroku i The Rosebud Beach Hotel. W trakie kariery aktorskiej nadal pracowała nad solowymi projektami muzycznymi.
Dalszą karierę zaćmiło poważne uzależnienie od narkotyków i alkoholu, które zwalczyła, by poświęcić się rodzinie. Około 1989 wokalistka rozpoczęła pisanie autobiografii, Neon Angel: A Memoir of a Runaway. Pierwsze wydanie było planowane już w tamtym okresie, ale po usunięciu pewnych fragmentów książkę wydano dopiero w ostatnich latach. Na podstawie tej książki w dużej części powstał film The Runaways: Prawdziwa historia (2010). Produkcją zajęła się była liderka the Runaways, Joan Jett oraz reżyserka Floria Sigismondi. Film ten pokazuje początki istnienia zespołu oraz relacje pomiędzy Currie i Jett. Odtwórczynią roli Cherie została szesnastoletnia wówczas Dakota Fanning.
Currie od tamtego czasu rozpoczęła karierę muzyczną na nowo, koncertując po całym świecie i przypominając publiczności największe hity swojego zespołu. Jej pierwszym albumem od 35 lat był wydany w 2015 Reverie.

## Życie prywatne
W 1991 Currie poślubiła aktora Roberta Haysa, z którym rozwiodła się sześć lat później. Ich syn, Jake, tworzy obecnie muzykę razem z matką, chociażby współtworząc i produkując jej najnowszy album Reverie pochodzący z 2015.

## Publikacje
- Neon Angel: A Memoir of a Runaway, 2011, It Books, ISBN 978-0-06-196136-6

## Dyskografia

### Z The Runaways

#### Albumy studyjne
- The Runaways – 1976[14]
- Queens of Noise – 1977[15]
- Flaming Schoolgirls – 1980

#### Albumy live
- Live in Japan – 1977[16]

#### Kompilacje
- The Best Of The Runaways – 1982
- 20th Century Masters: The Millennium Collection: The Best of The Runaways -2005

### Solo
- Beauty's Only Skin Deep – 1978[17]
- Messin' With The Boys (z Marie Currie) – 1980[18]
- Young And Wild (kompilacja najlepszych utworów, z Marie Currie) – 1998
- The 80's Collection (kompilacja nieznanych utworów z lat 80., z Marie Currie) – 1999
- A Taste Of Cherie – 2000
- Reverie -2015

### Udział gościnny
- Precious Metal zespołu Precious Metal – 1990
- Cherry Bomb zespołu The Streetwalkin' Cheetahs – 1998[19]
- Instant Karma! (We All Shine On) zespołu Tater Totz – 1989[20]

## Filmografia
| Rok  | Film                                | Rola                   |
| ---- | ----------------------------------- | ---------------------- |
| 1980 | Foxes                               | Annie                  |
| 1982 | Parasite                            | Dana                   |
| 1983 | Strefa mroku                        | Sara                   |
| 1983 | Wavelength                          | Iris Longacre          |
| 1984 | Murder, She Wrote                   | Echo Cramer            |
| 1984 | The Rosebud Beach Hotel             | Śpiewająca Maid Cherie |
| 1990 | Matlock                             | Renee Thorton          |
| 1991 | Matlock                             | Betsy Rhodes           |
| 1991 | Rich Girl                           | Michelle               |
| 2005 | Edgeplay: A film about The Runaways | Ona sama               |